# Jaskinia piaskowcowa w Puszczykowie
Jaskinia piaskowcowa w Puszczykowie – nieistniejąca jaskinia, która znajdowała się w Puszczykowie, na terenie żwirowni przy ul. Jarosławskiej.

## Charakterystyka
Jaskinię odkryto w 1991 w czasie prac eksploatacyjnych przy pozyskiwaniu żwiru. Była jedną z większych tego typu form w Polsce. Powstała poprzez wypłukanie przez wodę wapiennego lepiszcza w piaskowcu. Partie bardziej odporne zostały zachowane tworząc słupy podtrzymujące strop jaskini. Mimo interwencji pracowników parku narodowego, prac wydobywczych nie przerwano i w wyniku tego forma geologiczna uległa całkowitej zagładzie. Pozostałości prezentowane są w lapidarium przy Muzeum Przyrodniczym Wielkopolskiego Parku Narodowego w Jeziorach. Działania wydobywcze prywatnych właścicieli na terenach przy ul. Jarosławskiej prowadzone były już od okresu międzywojennego, zawsze w sposób nie w pełni legalny.
Według badań przeprowadzonych przez specjalistów Instytutu Geologii UAM forma ta nie była w ścisłym znaczeniu jaskinią, ale niszami lub okapami, które powstały na zboczu odsłoniętej odkrywki. Duża wartość znaleziska polegała jednak na odnalezieniu pierwszej w dawnym województwie poznańskim czwartorzędowej kalcytacji piaskowców pod gliną ostatniego zlodowacenia.